# Carabus nemoralis
Carabus nemoralis је инсект из реда тврдокрилаца (Coleoptera) и породице трчуљака (Carabidae).

## Опис
Carabus nemoralis има тамносмеђа покрилца на којима постоје три паралелна низа удубљења, исте боје.

## Распрострањење
Живи у целој Европи осим земаља на југоистоку континента. У Србији је премало налаза за некакав закључак о распрострањењу ове врсте.

## Биологија
У исхрани одраслих инсеката значајно место заузимају голаћи и њихова јаја, па је ова врста стекла важно место у биолошкој контроли неколико пољопривредних штеточина, а нарочито голаћа Deroceras reticulatum.